# Arcadio López
Arcadio Julio López fue un futbolista argentino nacido el 15 de septiembre de 1910, que actuaba como defensor o "half" izquierdo o derecho.
Comenzó su carrera en el Club Atlético Lanús a finales de los años '20, donde siguió hasta 1934. Entre 1931 y 1934 y su posterior retorno en 1942, jugó en el equipo "granate" 29 partidos y marcó 11 goles. En 1934 pasó a Sportivo Buenos Aires (equipo de la Liga Amateur), y merced a sus buenas actuaciones fue llamado a integrar la Selección argentina que jugó el Mundial de Italia. En 1935, por causa de la reestructuración que afectó al fútbol argentino, su equipo pasó a militar en la Segunda División profesional. En ese año, López jugó 1 partido en esa institución, marcando 1 gol, y luego fue transferido a Ferro Carril Oeste de Buenos Aires, donde siguió hasta 1937, jugando 65 partidos y marcando 1 gol. 
Cuando surgió en Lanús era considerado un marcador sólido y de buena aptitud técnica, cosa que luego confirmó en las demás instituciones donde participó. A raíz de ello, Boca Juniors se interesó en él, y se lo compró a Ferro a cambio de una tribuna que se utilizó en la construcción del primer Estadio Ricardo Etcheverri.
Integró una famosa línea media junto a Ernesto Lazzatti y Pedro Suárez. En 1940 fue campeón argentino con Boca, equipo en el cual jugó en total 59 partidos.

## Participación en Copa del Mundo
| Mundial                        | Sede   | Resultado    | Partidos | Goles |
| ------------------------------ | ------ | ------------ | -------- | ----- |
| Copa Mundial de Fútbol de 1934 | Italia | Primera fase | 1        | 0     |